# Серапион Псковский
Серапион Псковский (1390—1480) — преподобный Русской православной церкви, чудотворец.

## Биография
Родился в 1390 году в городе Дерпте (ранее Юрьев, ныне Тарту) в семье православных родителей, прихожан церкви Святого Николая.
Его родной город тогда находился «под немцами», которые стремились привести всех к своей католической вере. Серапион выступал ревностным поборником православия и как знаток Священного Писания много обличал католиков, которые наносили ему за это разные тяжкие оскорбления и даже побои, всячески принуждая к обращению его к унии.
Видя явную бесполезность словопрений с католиками, Серапион в 1426 году удалился в Псковскую землю и поселился в пустыни, что на реке Толбе, рядом с преподобным отшельником Евфросином, приняв постриг великой схимы.
Серапион принимал весьма деятельное участие в устройстве Спасо-Елеазаровой пустыни (ныне Спасо-Елеазаровский женский монастырь), очень помогая Евфросину во всех его начинаниях. Здесь Серапион Псковский и прожил до самой смерти; кончина его последовала 8 сентября 1480 года. Отец Евфросин сам похоронил тело своего ученика, которое от усердных иноческих подвигов стало выглядеть как «кости, обтянутые кожей», а когда умер сам Евфросин, то братия похоронила его рядом с Серапионом.
Память преподобного Серапиона празднуется в монастыре 15 мая и 7 сентября, в Соборах Псковских и Эстонских святых.